# Fotoexcitering
Fotoexcitering er når et molekyle går fra dens grundtilstand til en exciteret tilstand ved at optage energien fra et foton.
| Fysik | Spire Denne artikel om fysik er en spire som bør udbygges. Du er velkommen til at hjælpe Wikipedia ved at udvide den. |